# Edita
Edita, auch Edite / Edithe, sind weibliche Vornamen, Varianten des Namens Edith.

## Namensträgerinnen
Edita
- Edita Abdieski (* 1984), Schweizer Sängerin
- Edita Gruberová (1946–2021), slowakische Sopranistin
- Edita Gruodytė (* 1974), litauische Rechtsanwältin, Strafrechtlerin und Professorin an der Universität Kaunas (VDU)
- Edita Koch (* 1954), deutsche Publizistin und Verlegerin
- Edita Malovčić (* 1978), österreichische Schauspielerin und Singer-Songwriterin
- Edita Mirabidova (* 1984), usbekische Fußballschiedsrichterin
- Edita Morris (1902–1988), schwedisch-US-amerikanische Autorin und politische Aktivistin
- Edita Nuković (* 1997), dänisch-serbische Handballspielerin
- Edita Stanislawowna Pjecha (* 1937), sowjetische bzw. russische Popsängerin
- Edita Pučinskaitė (* 1975), litauische Radrennfahrerin
- Edita Rudelienė  (* 1978), litauische Politikerin, Bürgermeisterin von Trakai
- Edita Tahiri (* 1956), kosovarische Politikerin, stellvertretende Ministerpräsidentin
- Edita Tamošiūnaitė (* 1976), litauische Politikerin
- Edita Žiobienė (* 1973), litauische Juristin

Edite / Edithe
- Edithe Léontine von Buchka (1877–1940), deutsche Schriftstellerin
- Edite Estrela (* 1949), portugiesische Politikerin (Partido Socialista)
- Edite Fernandes (* 1979), portugiesische Fußballspielerin
- Edite Grinberga (* 1965), deutsch-lettische zeitgenössische Malerin